# Marco Simoncelli
Marco Simoncelli (20 tháng 1 năm 1987 – 23 tháng 10 năm 2011) với biệt danh là Crazy Hair (do bộ tóc xù nổi tiếng của anh) là một tay đua xe mô tô người Ý. Anh thi đấu trong giải vô địch World Racing đường 10 năm từ 2002 đến 2011. Anh bắt đầu trong lớp 125cc trước khi chuyển lên lớp 250cc vào năm 2006. Anh đã giành chức vô địch thế giới 250cc với Gilera trong năm 2008. Sau bốn năm trong lớp trung gian, ông bước lên lớp MotoGP với các đội Honda Gresini. Mùa giải năm 2011, Simoncelli tỏ ra tiến bộ vượt bậc khi 2 lần giành pole và 2 lần có mặt trên bục podium. Anh cũng đa giành được thành tích tốt nhất trong sự nghiệp MotoGP khi về nhì trên đường đua Phillip Island (Australia).
Simoncelli đã tử nạn sau khi một tai nạn trong năm 2011 khi đang đua ở giải Malaysia Grand Prix tại đường đua quốc tế Sepang vào ngày 23 tháng 10 năm 2011.

## Tai nạn
Chặng đua áp chót của mùa giải MotoGP 2011 đã bị hủy bỏ sau tai nạn thảm khốc của Simoncelli. Sự cố xảy ra ngay tại vòng 2 ở nội dung MotoGP. Tay đua người Italy bị mất lái và ngã khi đang ra khỏi khúc cua số 11, chiếc RC212V trượt ngang trên đường đua rồi vô tình cắt đường chạy của hai lão tướng Colin Edwards (Tech 3 Yamaha) và Valentino Rossi (Ducati) đang chạy ngay phía sau. Cả hai chiếc xe của Edwards lẫn Rossi đều chẹt ngang qua đầu Simoncelli. Simoncelli nằm úp mặt bất động trên đường đua với chiếc mũ bảo hiểm đã bị văng. Trước khi vụ tai nạn diễn ra, Simoncelli đang chạy thứ 4 đoàn đua.
Cuộc đua được dừng ngay lập tức để sơ cứu Simoncelli. Tay đua 24 tuổi được đưa về trung tâm y tế trên đường đua. Dù các nhân viên y tế đã rất cố gắng cứu chữa nhưng Simoncelli đã qua đời vào lúc 16h56 giờ địa phương. 